# Praravinia celebica
Praravinia celebica är en måreväxtart som beskrevs av Cornelis Eliza Bertus Bremekamp. Praravinia celebica ingår i släktet Praravinia och familjen måreväxter. Inga underarter finns listade i Catalogue of Life.